# Шенеберг (Хунсрик)
Шенеберг (њем. Schöneberg) општина је у њемачкој савезној држави Рајна-Палатинат. Једно је од 119 општинских средишта округа Бад Кројцнах. Према процјени из 2010. у општини је живјело 630 становника. Посједује регионалну шифру (AGS) 7133091.

## Географски и демографски подаци
Шенеберг се налази у савезној држави Рајна-Палатинат у округу Бад Кројцнах. Општина се налази на надморској висини од 345 метара. Површина општине износи 7,1 km². У самом мјесту је, према процјени из 2010. године, живјело 630 становника. Просјечна густина становништва износи 88 становника/km².